# إشقودرة
إشقودرة أو شقودرة (بالألبانية: Shkodra) مدينة تقع على بحيرة إشقودرة في شمال غرب ألبانيا في مقاطعة إشقودرة، التي هي عاصمتها. وهي واحدة من أقدم البلدات في ألبانيا وأكثرها تاريخيةً، كما أنها مركز ثقافي واقتصادي هام. يبلغ تعداد المدينة 74.876 نسمة، بينما عدد سكان المحافظة هو 217.375.
وهي العاصمة القديمة لألبانيا، ومسقط رأس الشيخ الألباني.

## المناخ
يظهر الجدول التالي التغييرات المناخية على مدار السنة لإشقودرة:
| البيانات المناخية لـ{{{location}}} | البيانات المناخية لـ{{{location}}} | البيانات المناخية لـ{{{location}}} | البيانات المناخية لـ{{{location}}} | البيانات المناخية لـ{{{location}}} | البيانات المناخية لـ{{{location}}} | البيانات المناخية لـ{{{location}}} | البيانات المناخية لـ{{{location}}} | البيانات المناخية لـ{{{location}}} | البيانات المناخية لـ{{{location}}} | البيانات المناخية لـ{{{location}}} | البيانات المناخية لـ{{{location}}} | البيانات المناخية لـ{{{location}}} | البيانات المناخية لـ{{{location}}} |
| الشهر                              | يناير                              | فبراير                             | مارس                               | أبريل                              | مايو                               | يونيو                              | يوليو                              | أغسطس                              | سبتمبر                             | أكتوبر                             | نوفمبر                             | ديسمبر                             | المعدل السنوي                      |
| ---------------------------------- | ---------------------------------- | ---------------------------------- | ---------------------------------- | ---------------------------------- | ---------------------------------- | ---------------------------------- | ---------------------------------- | ---------------------------------- | ---------------------------------- | ---------------------------------- | ---------------------------------- | ---------------------------------- | ---------------------------------- |
| متوسط درجة الحرارة الكبرى °م (°ف)  | 9.8 (49.6)                         | 11.0 (51.8)                        | 14.8 (58.6)                        | 18.5 (65.3)                        | 24.2 (75.6)                        | 28.1 (82.6)                        | 32.1 (89.8)                        | 32.4 (90.3)                        | 27.5 (81.5)                        | 21.7 (71.1)                        | 14.9 (58.8)                        | 10.5 (50.9)                        | 20.5 (68.9)                        |
| المتوسط اليومي °م (°ف)             | 5.6 (42.1)                         | 6.6 (43.9)                         | 10.1 (50.2)                        | 13.8 (56.8)                        | 18.7 (65.7)                        | 22.3 (72.1)                        | 25.4 (77.7)                        | 25.8 (78.4)                        | 21.5 (70.7)                        | 16.5 (61.7)                        | 10.6 (51.1)                        | 7.0 (44.6)                         | 15.3 (59.5)                        |
| متوسط درجة الحرارة الصغرى °م (°ف)  | 1.4 (34.5)                         | 2.1 (35.8)                         | 5.2 (41.4)                         | 9.0 (48.2)                         | 13.2 (55.8)                        | 16.5 (61.7)                        | 18.7 (65.7)                        | 19.3 (66.7)                        | 15.5 (59.9)                        | 11.2 (52.2)                        | 6.4 (43.5)                         | 3.4 (38.1)                         | 10.1 (50.2)                        |
| معدل هطول الأمطار مم (إنش)         | 161.8 (6.37)                       | 159.0 (6.26)                       | 142.1 (5.59)                       | 147.6 (5.81)                       | 86.4 (3.40)                        | 50.6 (1.99)                        | 34.1 (1.34)                        | 58.2 (2.29)                        | 190.9 (7.52)                       | 206.6 (8.13)                       | 229.8 (9.05)                       | 211.1 (8.31)                       | 1٬678٫2 (66.06)                    |
| متوسط الأيام الممطرة (≥ 1.0 mm)    | 9                                  | 9                                  | 9                                  | 9                                  | 7                                  | 5                                  | 2                                  | 4                                  | 6                                  | 9                                  | 11                                 | 12                                 | 92                                 |
| المصدر: meteo-climat-bzh           |                                    |                                    |                                    |                                    |                                    |                                    |                                    |                                    |                                    |                                    |                                    |                                    |                                    |

## توأمة
لإشقودرة اتفاقيات توأمة مع كل من:
- بريزرن
- أولسيني
- جاكوفا
- ستنيي
- فرارة

## أعلام
- محمد ناصر الدين الألباني
- إبراهيم باشا الشيطان
- حسن رضا باشا
- كولي إدرومينو
- ألفريد مويسيو
- رامز علياء